# George Strait
George Harvey Strait Sr. (1952. május 18. –) amerikai countryénekes, dalszerző, színész és zenei producer.

## Pályafutása
Strait sikere az 1981-ben megjelent Unwound című kislemezével indult, jelezve az újtradicionális country mozgalom érkezését. Az 1980-as években hét albuma érte el a country slágerlisták első helyét. A 2000-es években Straitet az Évtized Művészének választotta az Academy of Country Music, beválasztották a Country Music Hall of Fame-be, és elnyerte első Grammy-díját a Troubadour című albumért. Strait 1989-ben, 1990-ben és 2013-ban a Country Music Association Év Előadója lett, illetve az Academy of Country Music Év Előadója díját is megnyerte 1990-ben és 2014-ben. Az előbbi két szervezetnél több díjra jelölték, és mindkét kategóriában több győzelmet aratott, mint bármely más művész.
2009-ben megdöntötte Conway Twitty korábbi rekordját a legtöbb listavezető sláger tekintetében a Billboard Hot Country Songs toplistáján, amikor 44 első számú kislemeze meghaladta Twitty 40-ét. Strait 60 number-one kislemezt mondhat magáénak. Strait tartja jelenleg a legtöbb number-one dal rekordját a slágerlistákon egy előadótól bármely zenei műfajban.
Strait turnéiról is ismert.  A "The Cowboy Rides Away Tour" utolsó koncertjén 2014 júniusában az AT&T Stadionban, a texasi Arlingtonban, 104 793 néző volt jelen, ami új rekordot jelent Észak-Amerika legnagyobb beltéri koncertjére vonatkozóan.
Strait több mint 100 millió lemezt adott el világszerte, ezzel minden idők egyik legsikeresebb zenei előadója. Az RIAA 13 többszörös platina-, 33 platina- és 38 aranylemezét ismerte el. Legkeresettebb albuma a Pure Country (1992), amelyből 6 milliót adtak el (6× platina ). A RIAA szerint a Strait a 12. legtöbb albumot értékesítő előadó az Egyesült Államokban, összességében több mint 69 millió lemezt eladva az országban. Úttörő újtradicionalista country stílusának befolyásos és rekordot döntő örökségének köszönhetően „a countryzene királyának” is nevezik.

## Zenei stílus
Strait country zenei stílusát nagyrészt újtradicionalista countrynak minősítik, amely a country zene hagyományos hangszerelésére, azaz a hegedűre és pedálos steel gitárra támaszkodik. Stílusát texasi country, western swing és honky-tonk néven emlegetik.

## Magánélet
Strait középiskolai szerelmével, Normával házasodott össze 1971 decemberében. Első gyermekük, Jenifer 1972. október 6-án született. Fiuk, George Strait Jr., 1981-ben született.
Jenifer 13 évesen életét vesztette egy autóbalesetben San Marcosban 1986-ban.
2012 februárjában Strait nagyapa lett, amikor fiának és feleségének, Tamarának megszületett első gyermeke, George Harvey Strait III.
Strait az Amazon alapítójának, Jeff Bezosnak unokatestvére.

## Diszkográfia
A több mint 30 év hosszú karrierje során, melynek egészét az MCA Recordsnál töltötte, 61 number-one kislemezt rögzített az összes country slágerlistán, és több listavezető slágere van, mint bármely más előadónak egyetlen műfajban. 44 Billboard country number-one slágere rekordot jelent. Ezenkívül Strait az első olyan előadó a Billboard történetében, akinek legalább egy kislemeze bekerült a Billboard top 10-ébe 30 egymást követő évben 1981-től kezdve, amikor debütáló kislemeze, az Unwound a hatodik helyen végzett a Hot Country listán.  Strait több mint 68 millió darab lemezt adott el az Egyesült Államokban, 13 többszörös platina, 33 platina és 38 aranylemeze van.

## Fordítás
Ez a szócikk részben vagy egészben  a   George Strait című angol Wikipédia-szócikk ezen változatának fordításán alapul.  Az eredeti cikk szerkesztőit annak laptörténete sorolja fel. Ez a jelzés csupán a megfogalmazás eredetét és a szerzői jogokat jelzi, nem szolgál a cikkben szereplő információk forrásmegjelöléseként.